# 二川八幡神社
二川八幡神社（ふたがわはちまんじんじゃ）は、愛知県豊橋市にある神社（八幡宮）。

## 由緒
社伝によれば、鎌倉時代の永仁3年（1195年）、鎌倉の鶴岡八幡宮から勧請したのが創立と伝えられる。祭神は応神天皇で、毎月第1日曜日に月次祭がある。毎年、8月10日に行われていた例祭の湯立神事は、幕府から薪が下付され、幕府役人をはじめ各所から集まる人々で境内は混雑を極めたといわれている。
この例祭は現在では10月10日に、神輿渡御の神事として行われている。江戸時代末期から行われている慣習であり、神体を載せた神輿が、70余人の従者および3台の山車を従えて町内に繰り出す。太平洋戦争の中期以降一時中断したが、戦後復活し今日に至っている。
江戸時代には、黒印地二石を受けその格式はかなり高いものであった。
現在では二川の氏神となっている。
境内にある秋葉山常夜燈は、かつて二川新橋町の街道桝形南にあったもので、文化6年（1809年）に建立されたものである。また、二川宿の人々の寄進による燈籠2対が今に伝わっている。

## 境内社（末社）
- 護国神社（祖霊社） - 祭神：郷土の戦死者の御霊
- 津島神社 - 祭神：素戔嗚尊、大物主尊
- 三峯神社 - 祭神：伊弉諾尊、伊弉冉尊
- 稲荷神社 - 祭神：倉稲魂尊、大己貴尊
- 若宮神社 - 祭神：誉田別尊、気長足姫尊

## 境内

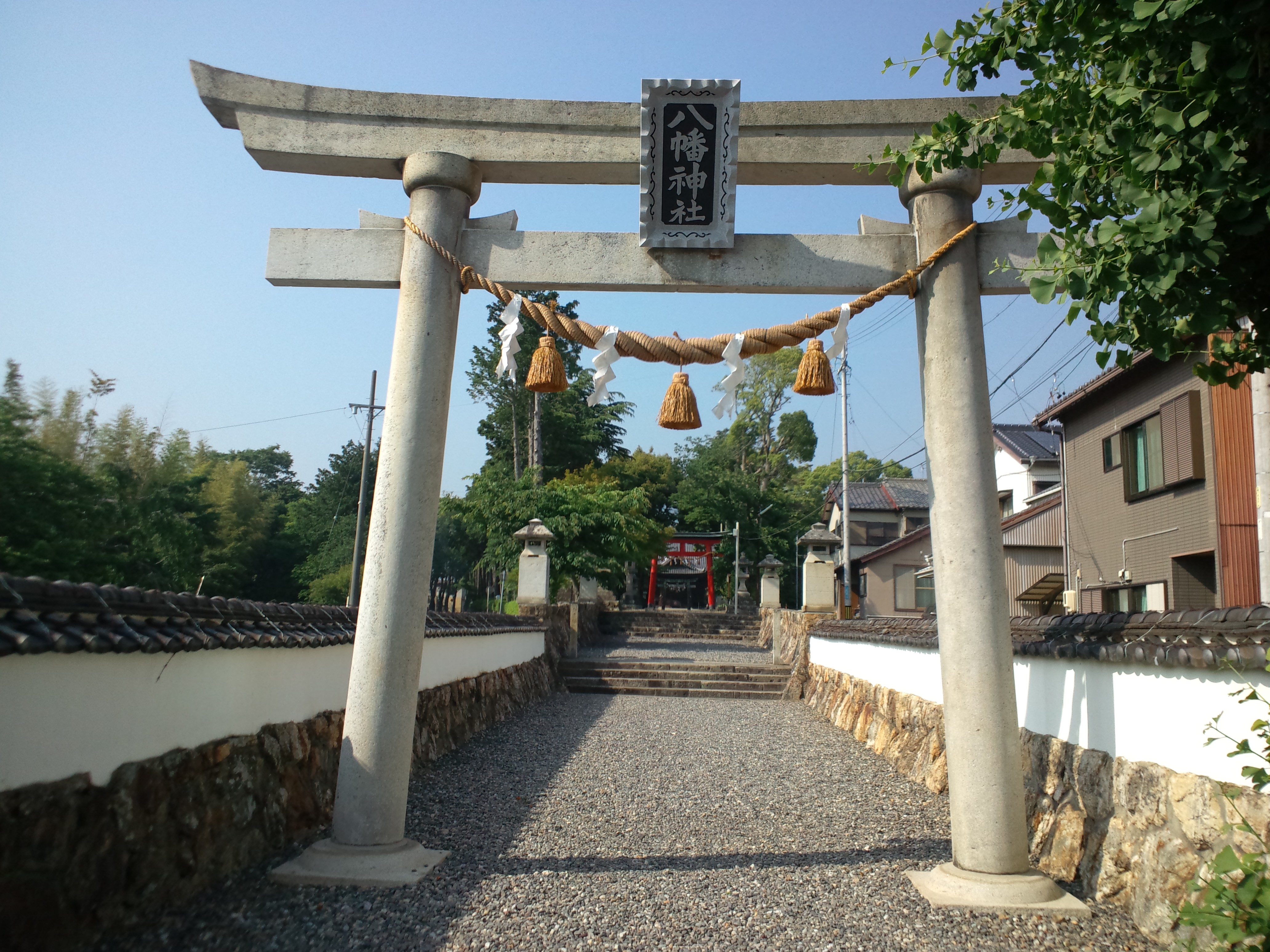
入口石鳥居
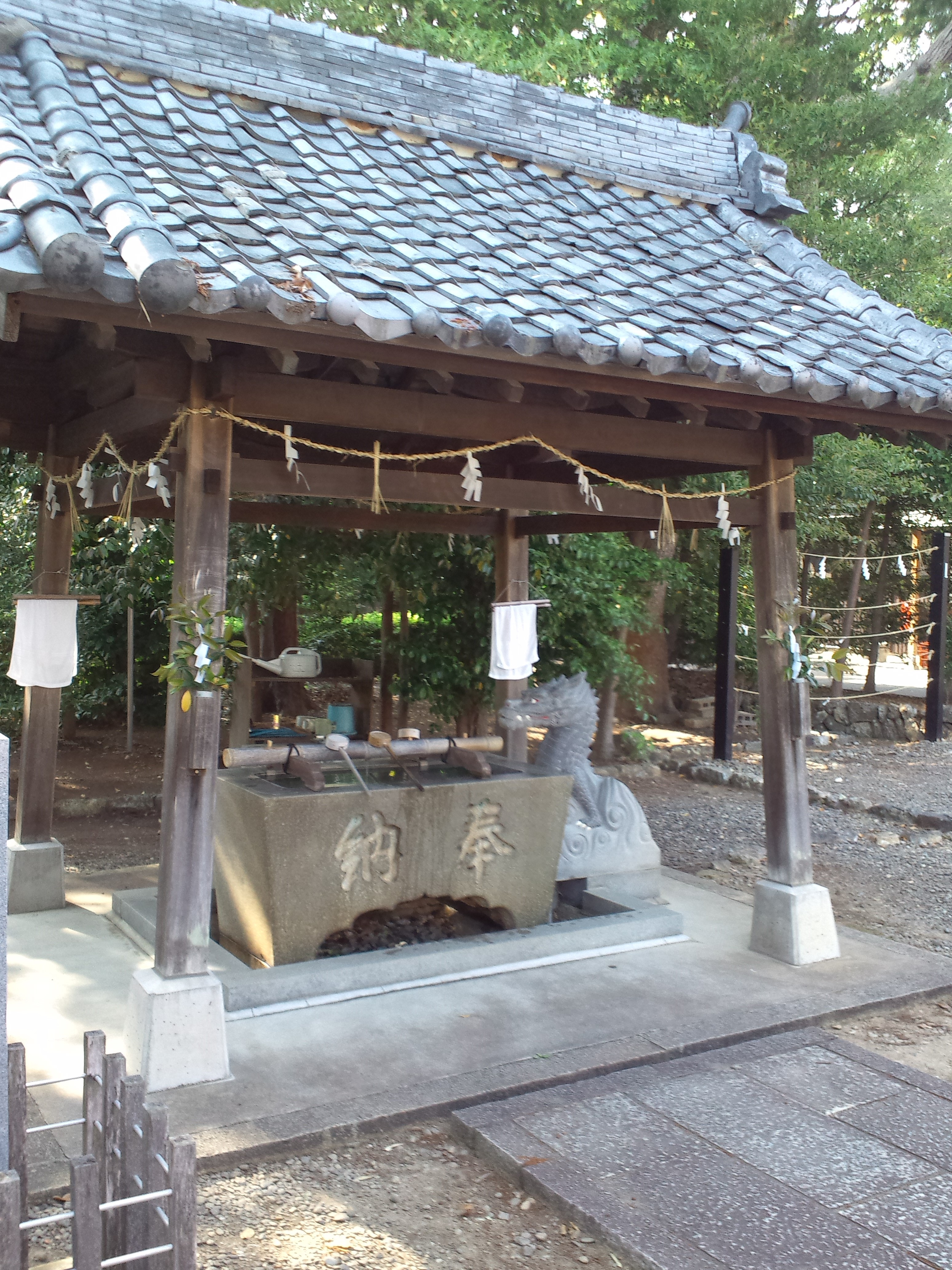
手水舎
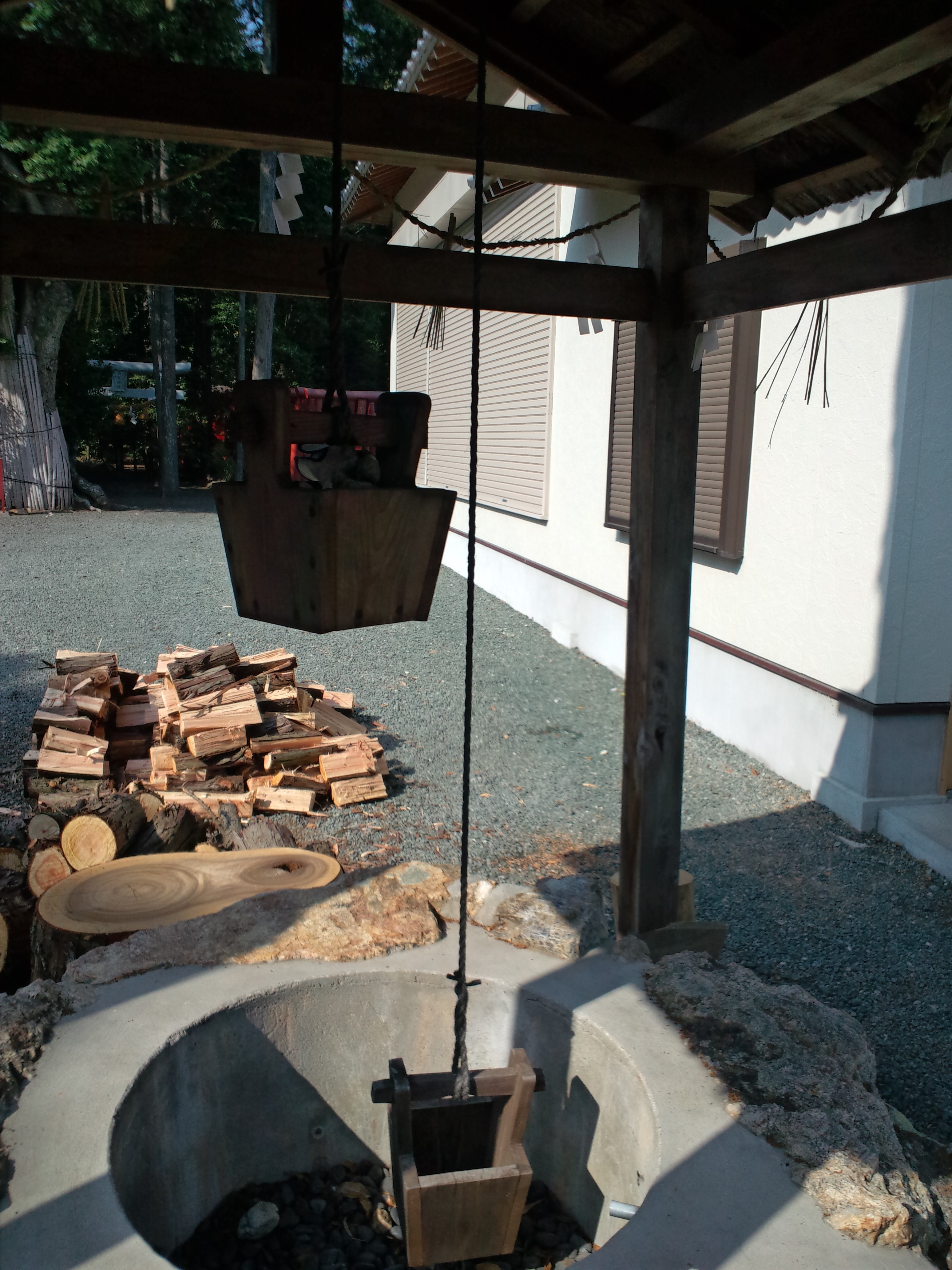
湯立神事の井戸
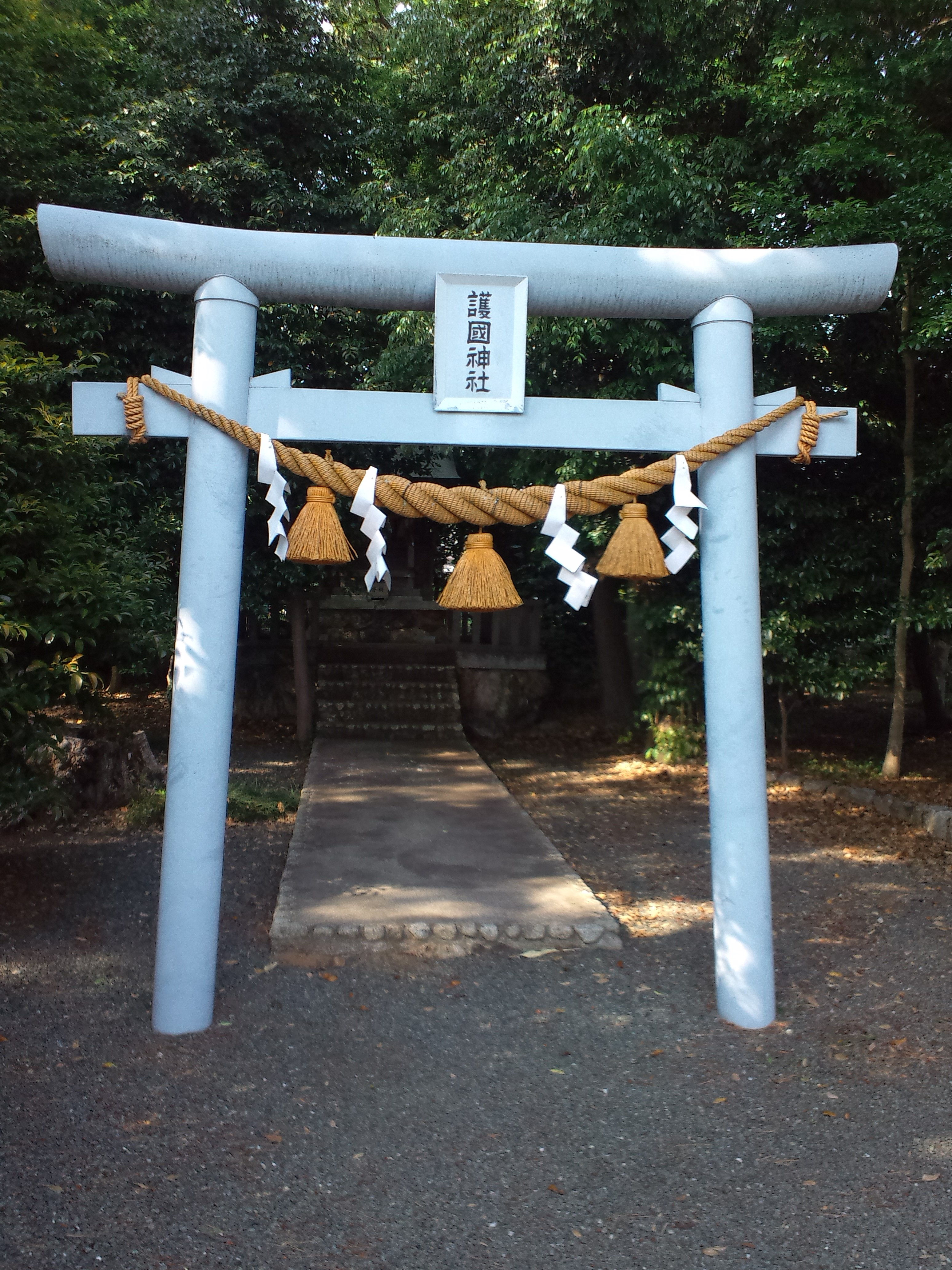
護国神社（末社）
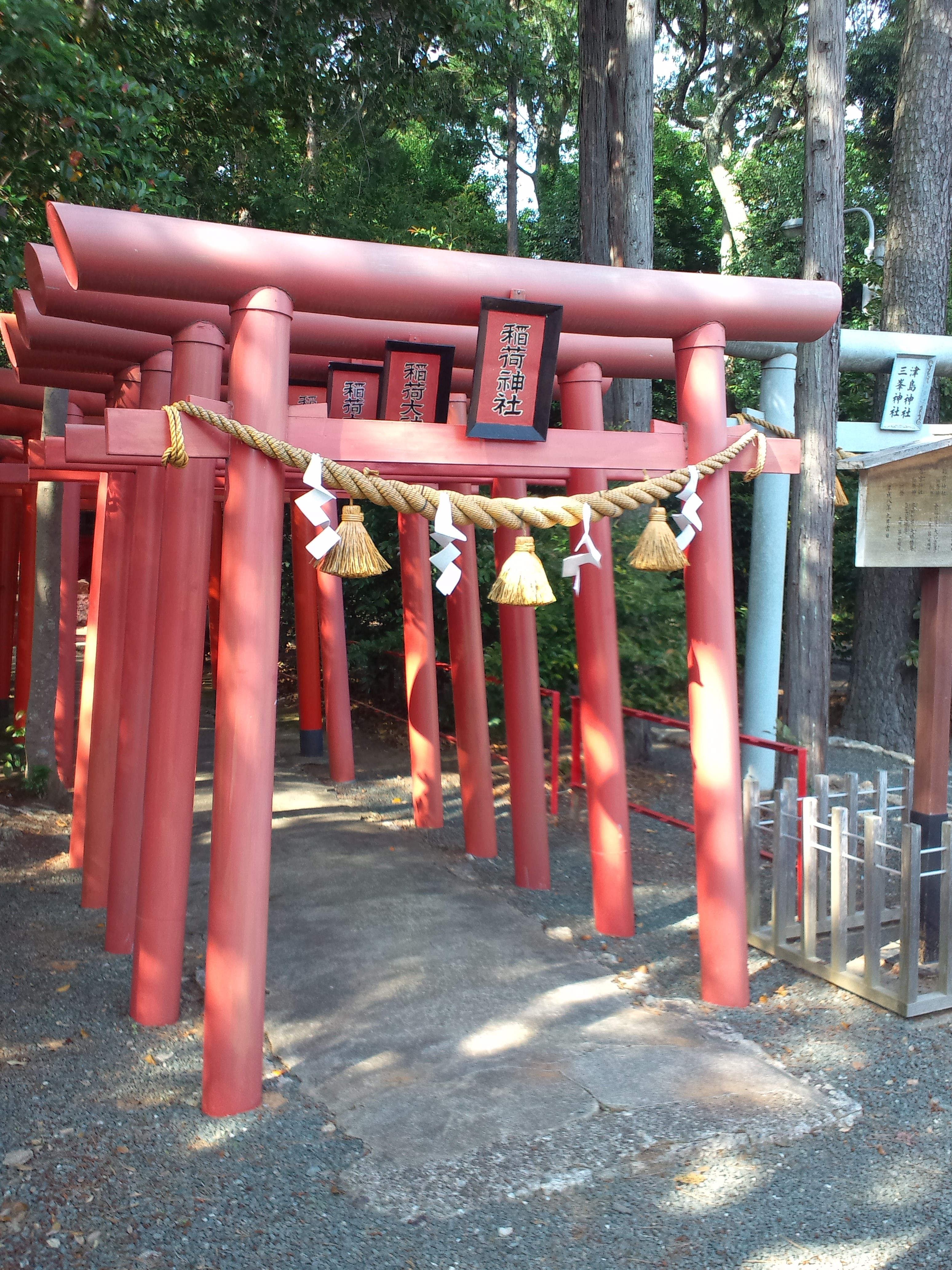
稲荷神社（末社）

## アクセス
- JR東海道本線二川駅